# Xestocasis
Xestocasis is een geslacht van vlinders van de familie roestmotten (Heliodinidae), uit de onderfamilie Orthoteliinae.

## Soorten
- X. antirrhopa Diakonoff, 1955
- X. chromaturga Meyrick, 1915
- X. erymnota Meyrick, 1917
- X. iostrota (Meyrick, 1910)
- X. lamprodoxa Meyrick, 1922
- X. tetraconcha Meyrick, 1917